# Dollocaris ingens
Dollocaris ingens — викопний вид ракоподібних вимерлого класу Thylacocephala, що існував в пізній юрі, 165 млн років тому. Скам'янілий відбиток тварини знайдено у муніципалітеті Ла-Вульт-сюр-Рон у Франції.

## Опис
Тварина завдовжки від 5 до 20 сантиметрів. Тіло захищене міцним панциром. Мав три пари пазуристих хапальний ніжок і вісім пар плавальних ніг. Кожне з двох гігантських складних фасеточних очей включав в себе 18 тисяч окремих лінз-фасеток і досягав у розмірі чверті довжини тварини.
Dollocaris був не надто швидкий і рухливий, і швидше за все, полював на свою здобич із засідки.